# 莫干山镇
莫干山镇是中华人民共和国浙江省湖州市德清县下辖的一个镇。
2016年1月8日，浙江省人民政府批复撤销莫干山镇、筏头乡建制，合并设立新的莫干山镇。调整后，新的莫干山镇辖3个居民区、18个行政村，镇政府驻育才西路1号。
2020年5月25日,将德清县直辖的五四村划归莫干山镇管辖。调整后，莫干山镇辖3个居民区、19个行政村。

## 行政区划
莫干山镇下辖以下村级行政区划单位：
莫干山社区、庾村社区、高峰村、燎原村、劳岭村、何村、紫岭村、筏头村、东沈村、勤劳村、佛堂村、仙潭村、南路村、四合村、后坞村、庙前村、大瑶村、北湖村和五四村。